# John Hart (rugbista 1946)
John Bernard Hart (Auckland, 1946) è un ex rugbista a 15, allenatore di rugby a 15, dirigente sportivo e aziendale e imprenditore neozelandese, tecnico degli All Blacks in due edizioni della Coppa del Mondo.

## Biografia
Nato e cresciuto ad Auckland, John Hart iniziò a praticare rugby dalle scuole medie; si laureò in economia all'università di Auckland e praticò rugby di club nel ruolo di mediano di mischia nel Waitemata RFC, del quale fu anche capitano.
Intorno alla fine degli anni settanta entrò nella compagnia di consulenza aziendale Fletcher Challenge, della quale divenne direttore del personale e delle risorse umane.
Nel 1982 assunse la conduzione tecnica della formazione provinciale di Auckland con la quale vinse tre campionati nazionali neozelandesi fino al 1986.
Entrò poi nello staff tecnico della Federazione neozelandese come allenatore in seconda degli All Blacks alla Coppa del Mondo di rugby 1987; tra il 1988 e il 1991 guidò la selezione A neozelandese e l'Under-21, poi in occasione della Coppa del Mondo di rugby 1991 fu promosso allenatore-capo degli All Blacks in coppia con Alex Wyllie; la spedizione terminò con il terzo posto finale e con il duo tecnico a cui non fu riconfermato l'incarico.
Dopo l'esperienza con Laurie Mains e la finale persa della Coppa del Mondo di rugby 1995 Hart tornò alla guida dei neozelandesi, questa volta da solo; nella sua condizione tecnica vinse la prima serie in Sudafrica contro gli Springbok, oltre ai Tri Nations 1996, 1997 e 1999, ma perse la semifinale della Coppa del Mondo di rugby 1999 contro la Francia e dopo il quarto posto finale si dimise dall'incarico.
Quella fu l'ultima esperienza da allenatore di Hart, che continuò nella sua carriera professionale; da dirigente sportivo fu, dal 2005 al 2011 direttore tecnico dei New Zealand Warriors, club di Auckland di rugby a 13 nonché organizzatore di un torneo internazionale golfistico PGA a Queenstown.
Ha fondato una sua compagnia di consulenza, la John Hart Consultancy; dal 1997 è ufficiale dell'Ordine al merito della Nuova Zelanda per i suoi contributi al rugby.

## Palmarès
- National Provincial Championship: 3
Auckland: 1982, 1984, 1985